# دارکوب پیشانی‌نقطه‌ای
دارکوب پیشانی‌نقطه‌ای (نام علمی: Veniliornis frontalis) گونه‌ای از پرندگان در زیرتیرهٔ Picinae از خانواده دارکوبان (Picidae) است که در آرژانتین و بولیوی یافت می‌شود.